# Rabah Deghmani
Rabah Doghmani, né le 10 mai ou le 5 octobre 1975 à Alger, est un footballeur international algérien.
Il compte 8 sélections en équipe nationale en 2001.

## Biographie
Rabah Doghmani connaît sa première sélection en équipe nationale A d'Algérie le 23 mars 2001 face au Burundi. Formé à l'IRB Khemis El Khechna, il signe à l'USM Alger en juin 1996.

## Palmarès
- Champion d'Algérie 2002, 2003 et 2005 avec l'USM Alger
- Vice-champion d'Algérie 1998, 2001 et 2004 avec l'USM Alger
- Vainqueur de la Coupe d'Algérie 1997, 1999, 2001, 2003 et 2004 avec l'USM Alger